# 德国国会议员名单 (魏玛共和时期)
德国魏玛共和时期国会议员名单包括了历届国会选举后的议员名单。1919年7月31日，制宪国民议会通过了最终形式的魏玛宪法，并于1919年8月11日由艾伯特总统签署生效。
在第九届、第十届和第十一届国会选举中，只有纳粹党成员和少数被称为“嘉宾”的无党派成员参加了选举。魏玛共和国名义上仍然存在，但魏玛宪法已被德国总理希特勒和执政党事实上中止，因此从第八届开始到第十一届也被当做是纳粹德国的第一届到第四届国会。

## 列表
| 届数     | 选举                   | 名单                       |
| -------- | ---------------------- | -------------------------- |
| 制宪     | 1919年德国国会选举     | 魏玛国民议会议员名单       |
| 第一届   | 1920年德国国会选举     | 德意志國第一屆国会議員名單 |
| 第二届   | 1924年5月德国国会选举  | 德意志國第二屆国会議員名單 |
| 第三届   | 1924年12月德国国会选举 | 德意志國第三屆国会議員名單 |
| 第四届   | 1928年德国国会选举     | 德意志國第四屆国会議員名單 |
| 第五届   | 1930年德国国会选举     | 德意志國第五屆国会議員名單 |
| 第六届   | 1932年7月德国国会选举  | 德意志國第六屆国会議員名單 |
| 第七届   | 1932年11月德国国会选举 | 德意志國第七屆国会議員名單 |
| 第八届   | 1933年3月德国国会选举  | 德意志國第八屆国会議員名單 |
| 第九届   | 1933年11月德国国会选举 | 纳粹德国第二届国会议员名单 |
| 第十届   | 1936年德国国会选举     | 纳粹德国第三届国会议员名单 |
| 第十一届 | 1938年德国国会选举     | 纳粹德国第四届国会议员名单 |